# Плетнёва, Тамара Васильевна
Тама́ра Васи́льевна Плетнёва (род. 22 ноября 1947, Новодубровское, Новосибирская область) — российский политический деятель. Депутат Государственной думы первого (1993—1995), второго (1995—1999), третьего (1999—2003), четвёртого (2003—2007), пятого (2007—2011), шестого (2011—2016) и седьмого созывов (2016-2021), член фракции КПРФ, член Постоянной комиссии Межпарламентской ассамблеи СНГ по социальной политике и правам человека, председатель Комитета Государственной Думы Федерального Собрания Российской Федерации по вопросам семьи, женщин и детей.

## Биография
Родилась 22 ноября 1947 года в селе Новодубровское Новосибирской области в немецкой семье. В 1941 году её родители, немцы Поволжья, были депортированы в Новосибирскую область, где её отец Вильгельм Фридрихович Штрак был рабочим, затем директором машинно-тракторной станции, управляющим сельхозтехникой. Её мать Нелли Генриховна Вагнер была служащей.
Окончила среднюю школу с серебряной медалью. 
В июле 1967 года поступила в педагогическое училище в городе Куйбышеве. В 1971 году окончила педагогическое училище, получив профессию «учитель начальных классов». В том же году переехала в рабочий поселок Инжавино Тамбовской области чтобы начать работу школьным учителем. Работала учителем начальных классов в средней школе № 2.
В 1978 году окончила исторический факультет Тамбовского педагогического института. С 1982 года преподавала историю и обществоведение.
С 1993 года — директор Инжавинской вспомогательной школы-интерната для детей с нарушением интеллекта, расположенной в посёлке Инжавино Тамбовской области. С 1995 года название изменили на Инжавинская специальная (коррекционная) школа-интернат.
С 1993 года является членом КПРФ; в том же году избрана членом ЦИК КПРФ.

### Государственная дума
1 созыв (1993—1995)
12 декабря 1993 года состоялись выборы депутатов Государственной думы Российской Федерации первого созыва. Они проводились по смешанной системе: 225 депутатов избирались по по единому федеральному округу, 225 — по одномандатным округам. В Тамбовской области было два одномандатных округа, каждый с численностью 500 000 избирателей: Тамбовский и Мичуринский. Тамара Плетнёва была выдвинута от КПРФ по Тамбовскому одномандатному округу, а также была включена в общефедеральный список КПРФ под четвёртым номером. В Тамбовскому округе Плетнёва получила 31,32 % голосов и была избрана депутатом Государственной думы первого созыва. В Мичуринском округе также победил кандидат от КПРФ — Алексей Пономарёв (23,81 % голосов).
Выборы в госдуму проводились вместе с голосованием по проекту Конституции Российской Федерации. Плетнёва призывала не голосовать за новую Конституцию.

В Государственной думе первого созыва была заместителем председателя комитета по делам женщин, семьи и молодёжи. Председателем комитета была Галина Климантова (фракция «Женщины России»).
2 созыв (1995—1999)
17 декабря 1995 года состоялись выборы депутатов Государственной думы Российской Федерации второго созыва. Плетнёва была вновь выдвинута одновременно и по списку КПРФ — возглавляла региональную группу, в которую вошли Воронежская, Липецкая и Тамбовская области), и по Тамбовскому одномандатному округу №171. По итогам голосования была избрана по Тамбовскому избирательному округу, получив 33,40 % голосов. Из 13 кандидатов основные соперники набрали: директор завода, депутат Тамбовской областной Думы Ю. А. Батуров — 10,25 % голосов; глава администрации Ленинского района г. Тамбова Э. А. Немцов — 8,66 % голосов. 
В Государственной думе 2 созыва входила в состав комитета по образованию и науке.
Весной и летом 1996 года во время избирательной кампании президентских выборов 1996 года была доверенным лицом кандидата от КПРФ Геннадия Зюганова. 
В августе 1996 года избрана членом координационного совета Народно-патриотического союза России от Всероссийского женского союза. 
В апреле 1997 года избрана в новый состав ЦК КПРФ.
3 созыв (1999—2003)
19 декабря 1999 года избрана депутатом Госдумы третьего созыва по Тамбовскому округу. Вошла в состав фракции КПРФ и стала членом комитета по образованию и науке. 
4 созыв (2003—2007)

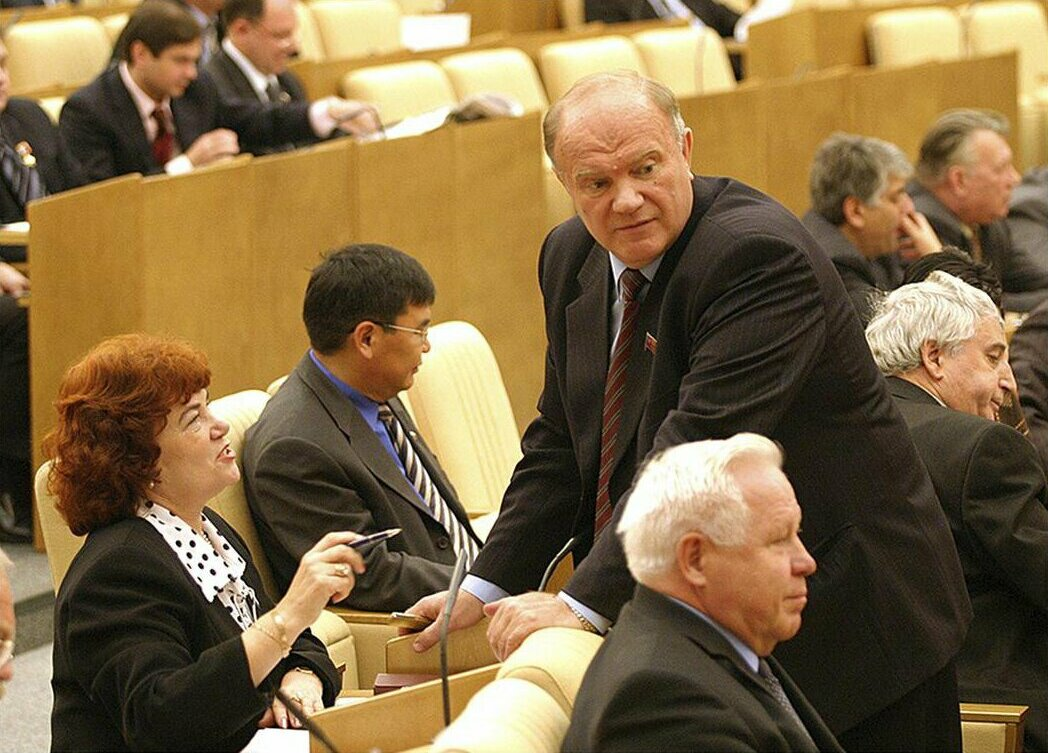
С Геннадием Зюгановым на заседании Госдумы 4 созыва. Октябрь 2004 года.

В сентябре 2003 года на съезде КПРФ в Москве были утверждены два списка кандидатов в депутаты Государственной думы четвёртого созыва: по единому округу и по 225 одномандатным округам. Плетнёва была сразу в двух списках. В федеральном списке по единому округу шла под номером 10, а также баллотировалась по одномандатному округу Тамбовский № 171 (Тамбовская область). На состоявшихся 7 декабря 2003 года выборах федеральный список КПРФ набрал 12,81 % голосов и получил 40 мандатов, один из которых передали Плетнёвой. В одномандатном округе она набрала 22,64 % голосов и уступила самовыдвиженцу Ивану Васильеву с 30,79 % голосов.
В Госдуме четвёртого созыва входила в состав фракции КПРФ, была членом комитета по регламенту и организации работы Госдумы.
3 июня 2006 года на проходившей в Тамбове областной отчётно-выборной конференции КПРФ депутат Госдумы и член ЦК КПРФ Тамара Плетнёва была избрана первым секретарём тамбовского обкома КПРФ. Она сменила Виктора Ершова. На конференции присутствовал секретарь ЦК КПРФ и председатель Всероссийского протестного комитета при ЦК КПРФ Владимир Кашин. В дальнейшем Плетнёву переизбирали в 2008 и в 2010 годах. Она занимала эту должность до июня 2012 года.
5 созыв (2007—2011)
22 сентября 2007 года на XII внеочередном съезд КПРФ был выдвинут федеральный список кандидатов в депутаты Государственной думы пятого созыва. Плетнёва была в региональной группе «Тамбовская область» первой из 6 кандидатов. Выборы в Госдуму пятого созыва, в отличие от предыдущих, проводились по пропорциональной системе. По итогам состоявшихся 2 декабря 2007 года выборов КПРФ получила 57 мандатов. При их распределении один получила Плетнёва. Таким образом она была избрана депутатом Госдумы пятого созыва на 4 года.
В ноябре 2008 года вошла в состав Центрального комитета КПРФ.
6 созыв (2011—2016)

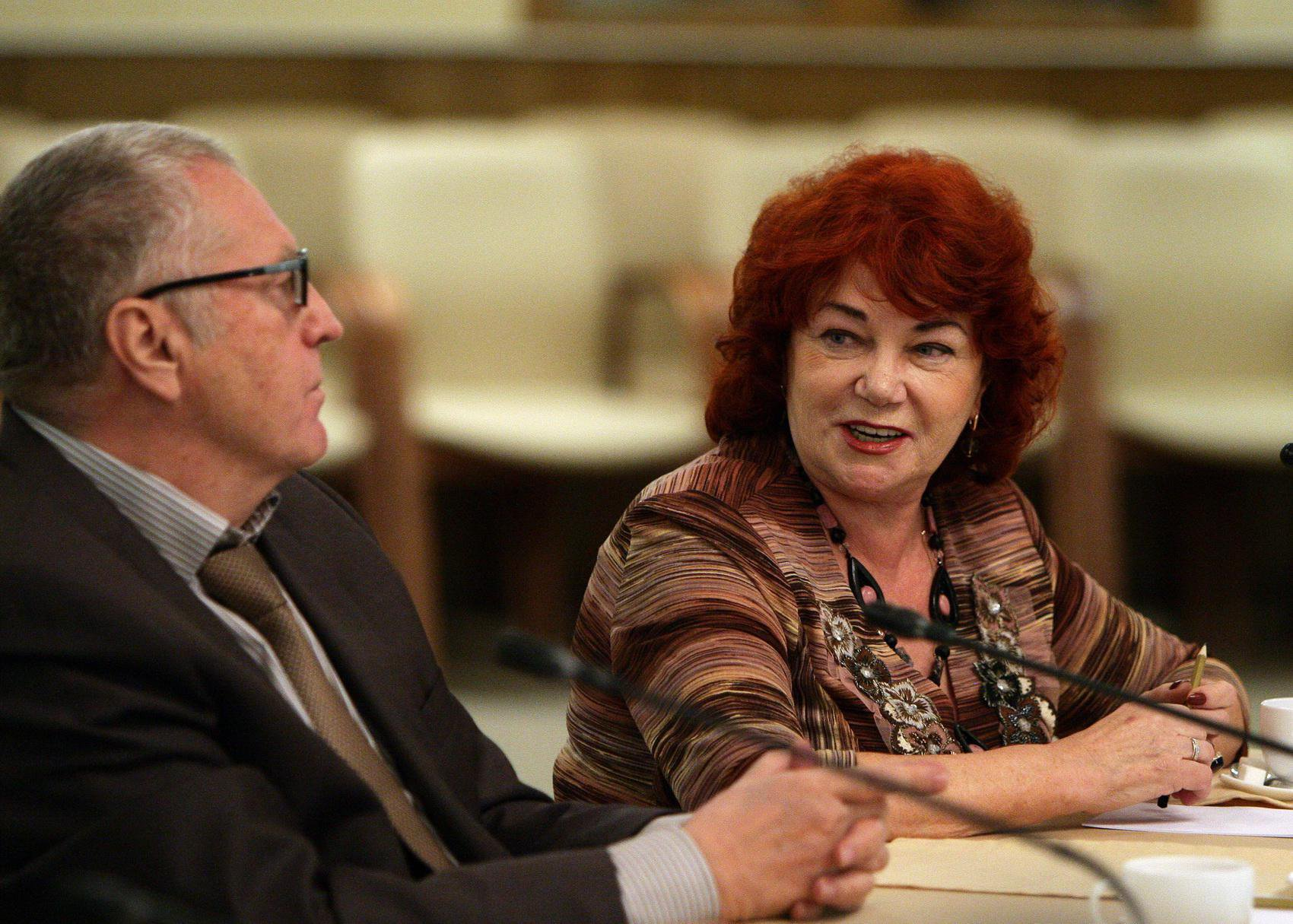
В октябре 2013 года.

В декабре 2011 года избрана депутатом Госдумы шестого созыва по избирательному списку КПРФ. В новом созыве Госдумы стала заместителем председателя комитета по делам национальностей. Совместно с Виктором Гончаровым является автором законопроекта о звании «Почётный гражданин России».
В июне 2012 года Плетнёва покинула должность первого секретаря Тамбовского отделения КПРФ. На пленуме ОК КПРФ первым секретарём Тамбовского областного отделения КПРФ был избран Андрей Жидков.
7 созыв (2016—2021)

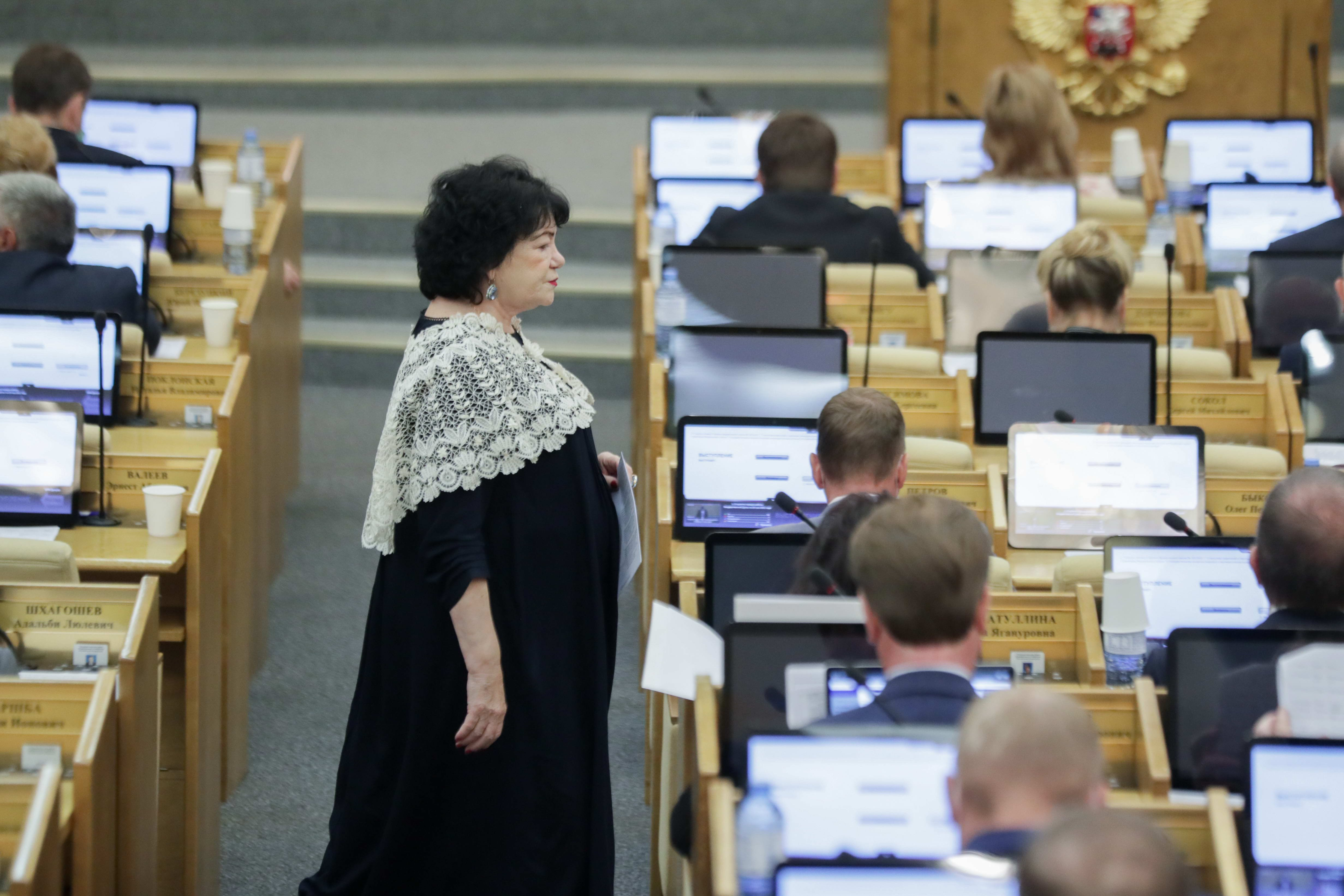
Тамара Плетнева на пленарном заседании Госдумы, 2021 год

18 сентября 2016 года избрана депутатом Госдумы седьмого созыва по федеральному списку от КПРФ (№ 1 в региональной группе № 26, Липецкая область, Пензенская область, Тамбовская область).
19 июня 2018 года предложила создать в России праздник «День отца».
17 июня 2021 года прошло последнее пленарное заседание Госдумы 7 созыва. Затем депутаты работали в регионах, а с 19 июля по 29 августа находились в отпуске. Формально депутатские полномочия Плетнёвой закончились 11 октября 2021 года, так как 12 октября 2021 года прошло первое заседание Государственной думы следующего созыва.

## Законотворческая деятельность

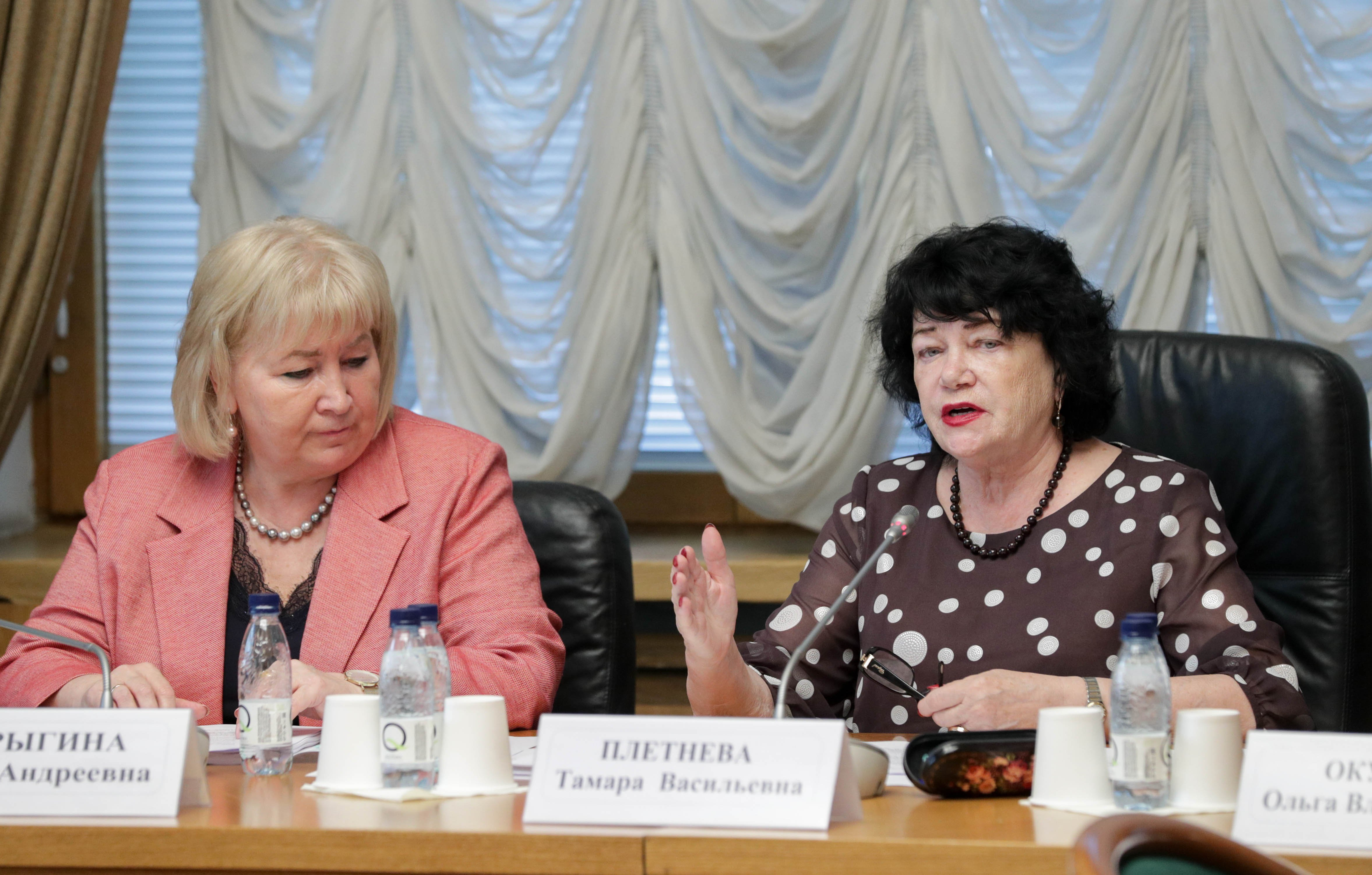
Елена Вторыгина и Тамара Плетнёва на заседании Комитета по вопросам семьи, женщин и детей, 2021 год

С 1995 по 2019 год, в течение исполнения полномочий депутата Государственной Думы I, II, III, IV, V, VI и VII созывов, выступила соавтором 238 законодательных инициатив и поправок к проектам федеральных законов.

## Взгляды
24 января 2012 года в прямом эфире радиостанции «Эхо Москвы» поддержала снятие упоминания о расстрелянных евреях, имевшееся на мемориале жертвам Холокоста «Змиёвская балка» в Ростове-на-Дону, сказав следующее: «Вы знаете, не нужно сегодня подставлять евреев. Вы знаете, отношение <к ним> у нас в стране… неоднозначное. Поэтому не нужно их сегодня ни выделять, ни подставлять».[значимость факта?]
13 июня 2018 года в интервью радиостанции «Говорит Москва» призвала не вступать в интимные связи с иностранцами во время чемпионата мира по футболу, проводившегося в России. Депутат заявила, что подобное поведение соотечественниц приводит к рождению детей в неполных семьях, и напомнила опыт Олимпиады 1980 года, который, по её словам, привёл к появлению в стране множества матерей-одиночек. «Эти детишки потом страдают, и страдали ещё со времён советской власти. Хорошо, если ещё одной расы, а если другой расы, то вовсе. Мы своих детей должны рожать. Я не националист, но тем не менее».
В марте 2019 года Плетнёва заявила в интервью, что геи — больные люди, которых нужно лечить. Также она вместе с бывшим губернатором Санкт-Петербурга, Валентиной Матвиенко, считает, что усыновление детей однополыми парами приведёт к вырождению человечества.

## Семья
Имеет двоих детей. В 2008 году овдовела, вышла замуж во второй раз летом 2010 года.

## Награды
- Орден Почёта (29 декабря 2012 года) — за большой вклад в развитие российского парламентаризма и активную законотворческую деятельность[31]
- Орден Дружбы (26 декабря 2017 года) — за заслуги в укреплении российской государственности и многолетнюю добросовестную работу[32]
- Орден «Содружество» (30 мая 2007 года, Межпарламентская ассамблея СНГ) — за активное участие в деятельности Межпарламентской Ассамблеи и её органов, вклад в укрепление дружбы между народами государств — участников Содружества[1]
- Юбилейная медаль «МПА СНГ. 25 лет» (13 октября 2017 года, Межпарламентская ассамблея СНГ) — за заслуги в деле развития и укрепления парламентаризма, за вклад в развитие и совершенствование правовых основ функционирования Содружества Независимых Государств, укрепление международных связей и межпарламентского сотрудничества[33]
- Почётные грамоты Государственной Думы, Совета Федерации
- Два Благодарственных письма председателя Госдумы
- Почётный знак «За заслуги в развитии парламентаризма»
- Заслуженный учитель Российской Федерации (30 ноября 2002 года) — за заслуги в обучении и воспитании учащихся и многолетний добросовестный труд[34]
- звание «Ветеран труда»
- почётные звания «Отличник народного просвещения», «Учитель-методист», «Учитель года»[7].
- Почётная грамота правительства Российской Федерации (20 июля 2019 года) — за большой вклад в развитие российского парламентаризма и активную законотворческую деятельность[35]
- Благодарность Правительства Российской Федерации (19 декабря 2017 года) — за заслуги в законотворческой деятельности и многолетний добросовестный труд[36]